# Mistrzostwa Polski w piłce nożnej (1947)
Mistrzostwa Polski w piłce nożnej (1947) – 21. edycja (19. zakończona) mistrzostw Polski w piłce nożnej. Sezon przejściowy. Oprócz wyłonienia mistrza Polski rozegrano także baraże o prawo do gry w Lidze – reaktywowanej od następnego sezonu.
| Poziomy rozgrywkowe w sezonie 1947 | Poziomy rozgrywkowe w sezonie 1947 | Poziomy rozgrywkowe w sezonie 1947 |
| Rozgrywki                          | P                                  | Nazwa                              |
| ---------------------------------- | ---------------------------------- | ---------------------------------- |
| Centralne                          | I                                  | Mistrzostwa Polski                 |
| Okręgowe (20 okręgów)              | II                                 | A klasa                            |
| Okręgowe (20 okręgów)              | III                                | B klasa                            |
| Okręgowe (20 okręgów)              | IV                                 | C klasa                            |

W rozgrywkach brały udział zespoły, które uzyskały awans w mistrzostwach okręgów w 1946 roku oraz Polonia Świdnica jako zwycięzca dodatkowego turnieju rozegranego w okręgu Wrocław na początku 1947 roku.
Tytuł broniła Polonia Warszawa. Mistrzostwo zdobyła Warta Poznań, jako jedyna drużyna w historii MP sięgając po złoty medal bez straty punktu (uwzględniając jedynie fazę finałową).

## Faza grupowa
Rozgrywki toczyły się w 3 grupach. Podział odbył się drogą losowania. Na czele trzech grup rozstawiono trzy pierwsze drużyny z zeszłorocznych rozgrywek o mistrzostwo Polski. Następnie między trzy grupy rozlosowano zespoły krakowskie, śląskie, warszawskie, poznańskie i łódzkie.
Do fazy finałowej Mistrzostw Polski awansowali zwycięzcy grup.

Prawo gry w Lidze w sezonie 1948 uzyskały 3 najlepsze zespoły z każdej grupy.

Pozostałe zespoły w następnym sezonie zagrały w ligach okręgowych.

### Tabela grupy I
| Lp. | Nazwa klubu      | Mecze | Punkty | Bramki | Z-R-P  | Uwagi                   |
| 1   | Wisła Kraków     | 16    | 29     | 101-9  | 14-1-1 | awans do fazy finałowej |
| 2   | Polonia Warszawa | 16    | 24     | 70-26  | 10-4-2 | awans do Ligi           |
| 3   | Polonia Bytom    | 16    | 22     | 57-35  | 10-2-4 | awans do Ligi           |
| 4   | KKS Poznań       | 16    | 21     | 91-28  | 10-1-5 | awans do Ligi           |
| 5   | Polonia Świdnica | 16    | 15     | 32-39  | 7-1-8  |                         |
| 6   | RKS Szombierki   | 16    | 15     | 31-46  | 7-1-8  |                         |
| 7   | Skra Częstochowa | 16    | 12     | 36-63  | 6-0-10 |                         |
| 8   | Ognisko Siedlce  | 16    | 6      | 30-107 | 3-0-13 |                         |
| 9   | Motor Białystok  | 16    | 0      | 14-109 | 0-0-16 | wycofanie               |

- KKS Poznań uzyskał awans po decyzji PZPN o powiększeniu Ligi do 14 zespołów
- Motor Białystok zrezygnował z uczestnictwa w rozgrywkach i oddał dwa ostatnie mecze walkowerem[4]

### Tabela grupy II
| Lp. | Nazwa klubu           | Mecze | Punkty | Bramki | Z-R-P  | Uwagi                   |
| 1   | AKS Chorzów           | 18    | 30     | 61-21  | 14-2-2 | awans do fazy finałowej |
| 2   | Cracovia              | 18    | 29     | 75-18  | 12-5-1 | awans do Ligi           |
| 3   | Rymer Niedobczyce     | 18    | 22     | 58-40  | 10-2-6 | awans do Ligi           |
| 4   | RKU Sosnowiec         | 18    | 22     | 39-33  | 9-4-5  |                         |
| 5   | Radomiak Radom        | 18    | 18     | 48-34  | 7-4-7  |                         |
| 6   | Pomorzanin Toruń      | 18    | 18     | 41-42  | 7-4-7  |                         |
| 7   | Gedania Gdańsk        | 18    | 17     | 47-44  | 7-3-8  |                         |
| 8   | Orzeł Gorlice         | 18    | 12     | 35-52  | 5-2-11 |                         |
| 9   | ZZK Łódź              | 18    | 9      | 31-73  | 4-1-13 |                         |
| 10  | KS Grochów (Warszawa) | 18    | 3      | 21-99  | 1-1-16 |                         |

### Tabela grupy III
| Lp. | Nazwa klubu        | Mecze | Punkty | Bramki | Z-R-P  | Uwagi                   |
| 1   | Warta Poznań       | 16    | 28     | 68-18  | 14-0-2 | awans do fazy finałowej |
| 2   | Garbarnia Kraków   | 16    | 26     | 60-19  | 13-0-3 | awans do Ligi           |
| 3   | ŁKS Łódź           | 16    | 25     | 78-24  | 12-1-3 | awans do Ligi           |
| 4   | Tęcza Kielce       | 16    | 17     | 34-36  | 8-1-7  |                         |
| 5   | Lublinianka Lublin | 16    | 17     | 39-43  | 7-3-6  |                         |
| 6   | Czuwaj Przemyśl    | 16    | 12     | 24-33  | 5-2-9  |                         |
| 7   | WMKS Katowice      | 16    | 11     | 25-49  | 5-1-10 |                         |
| 8   | KKS Olsztyn        | 16    | 7      | 19-61  | 2-3-11 |                         |
| 9   | PKS Szczecin       | 16    | 1      | 13-77  | 0-1-15 |                         |

- Już po rozegraniu pierwszej kolejki, do rozgrywek został dokooptowany WMKS Katowice[7]. Zespół ten został dolosowany do grupy III, co spowodowało przeniesienie Rymeru do grupy II. Rozegrany mecz Rymer-Tęcza został uznany za mecz towarzyski.

## Faza finałowa

### Wyniki
|              | Warta | Wisła | AKS |
| Warta Poznań |       | 5:2   | 4:1 |
| Wisła Kraków | 0:2   |       | 3:0 |
| AKS Chorzów  | 0:2   | 1:4   |     |

### Tabela
| Lp. | Nazwa klubu  | Mecze | Punkty | Bramki | Z-R-P | Uwagi         |
| 1   | Warta Poznań | 4     | 8      | 13-3   | 4-0-0 | Mistrz Polski |
| 2   | Wisła Kraków | 4     | 4      | 9-8    | 2-0-2 |               |
| 3   | AKS Chorzów  | 4     | 0      | 2-13   | 0-0-4 |               |

### Najlepsi strzelcy fazy finałowej
| Gole | Strzelcy          | Drużyny      |
| ---- | ----------------- | ------------ |
| 4    | Mieczysław Gracz  | Wisła Kraków |
| 3    | Henryk Czapczyk   | Warta Poznań |
| 3    | Bolesław Gendera  | Warta Poznań |
| 3    | Marian Skrzypniak | Warta Poznań |
| 3    | Bolesław Smólski  | Warta Poznań |

Wg 

## Powiększenie Ligi
Pierwotnie planowano, że w Lidze w 1948 roku zagra 12 zespołów – po 3 najlepsze z każdej grupy i 3 zwycięzców eliminacji okręgowych. Ostatecznie, już po zakończeniu rozgrywek, władze PZPN zdecydowały o dołączeniu do tego grona dwóch klubów KKS Poznań i Widzewa Łódź (który zajął 4. miejsce w grupie finałowej eliminacji do Ligi).
Powodem tej decyzji był protest zespołu KKS złożony w styczniu 1948 roku (czyli już po zakończeniu mistrzostw), gdy okazało się, że w meczu rozegranym w Poznaniu i wygranym przez Polonię Świdnica 4-2, w zespole gości zagrali nieuprawnieni zawodnicy pod fałszywymi nazwiskami. Przyznanie walkoweru KKS spowodowałoby, że wyprzedziłby on w tabeli zespół Polonii Bytom i awansowałby jej kosztem do Ligi. PZPN zajął stanowisko dopiero 15 lutego 1948 roku, tuż przed inauguracją rozgrywek i zadecydował o powiększeniu Ligi do 14 zespołów.

## Eliminacje o Ligę
Równolegle z mistrzostwami Polski rozgrywano trzyetapowe eliminacje o awans do Ligi w sezonie 1948. Brali w nich udział mistrzowie okręgowych klas A z sezonu 1946/47.
Awans uzyskały drużyny:
- Ruch Chorzów
- Legia Warszawa
- Tarnovia Tarnów

oraz
- Widzew Łódź (po decyzji PZPN o powiększeniu Ligi do 14 zespołów)

## Klasyfikacja medalowa po mistrzostwach
Tabela obejmuje wyłącznie zespoły mistrzowskie.
|    | Klub             |   |   |   |
| -- | ---------------- | - | - | - |
| 1. | Ruch Chorzów     | 5 | 0 | 1 |
| 2. | Pogoń Lwów       | 4 | 3 | 0 |
| 3. | Cracovia         | 4 | 1 | 1 |
| 4. | Warta Poznań     | 2 | 5 | 7 |
| 5. | Wisła Kraków     | 2 | 5 | 5 |
| 6. | Polonia Warszawa | 1 | 2 | 1 |
| 7. | Garbarnia Kraków | 1 | 1 | 0 |